# Dây chằng tam giác trái
Dây chằng tam giác trái là nếp phúc mạc có kích cỡ đáng kể, nối phần sau mặt hoành thùy trái của gan tới cơ hoành; Lớp trước nối tiếp với lớp trái của dây chằng liềm.

## Ảnh

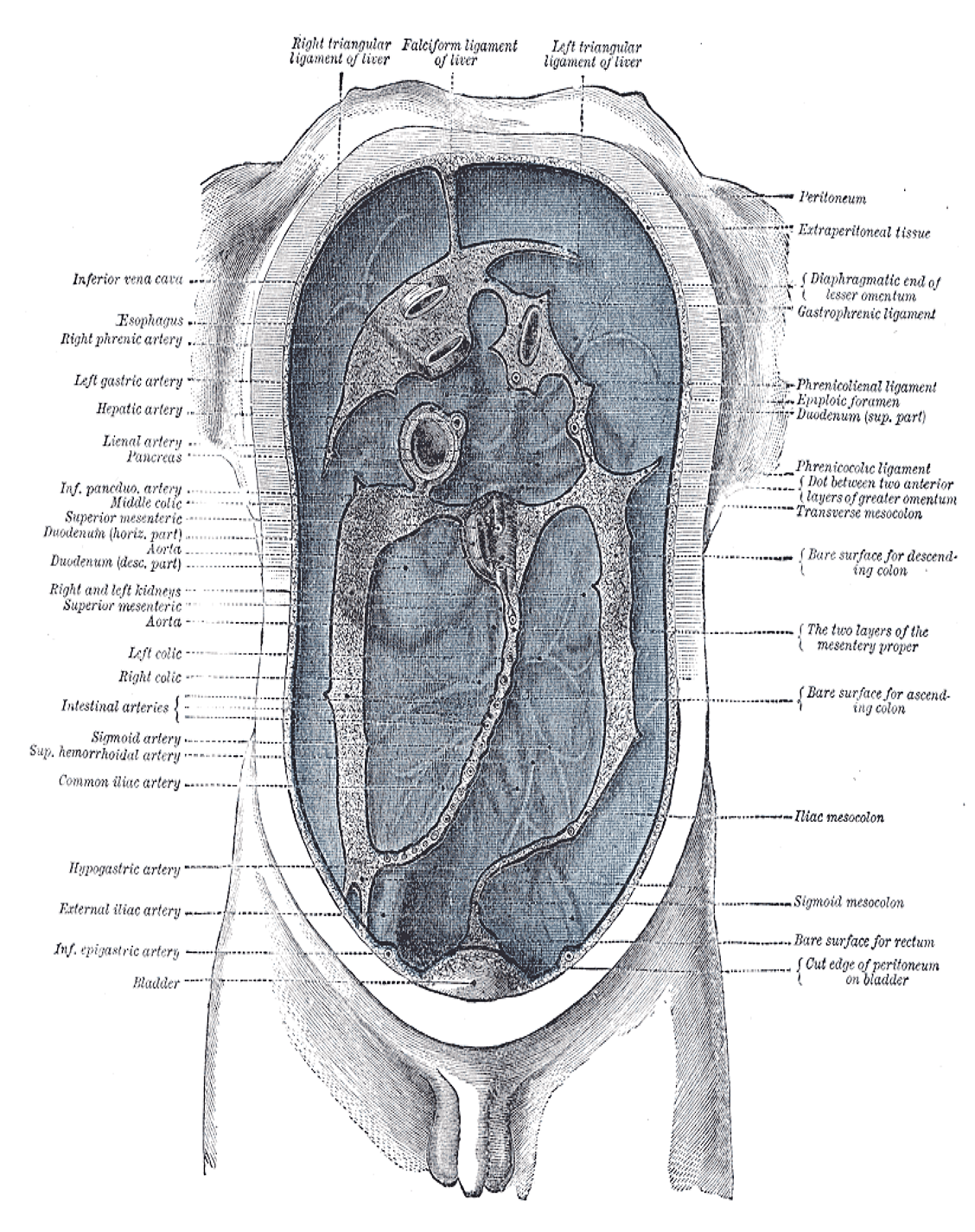
Lá phúc mạc rời thành bụng để chui vào bọc nội tạng.
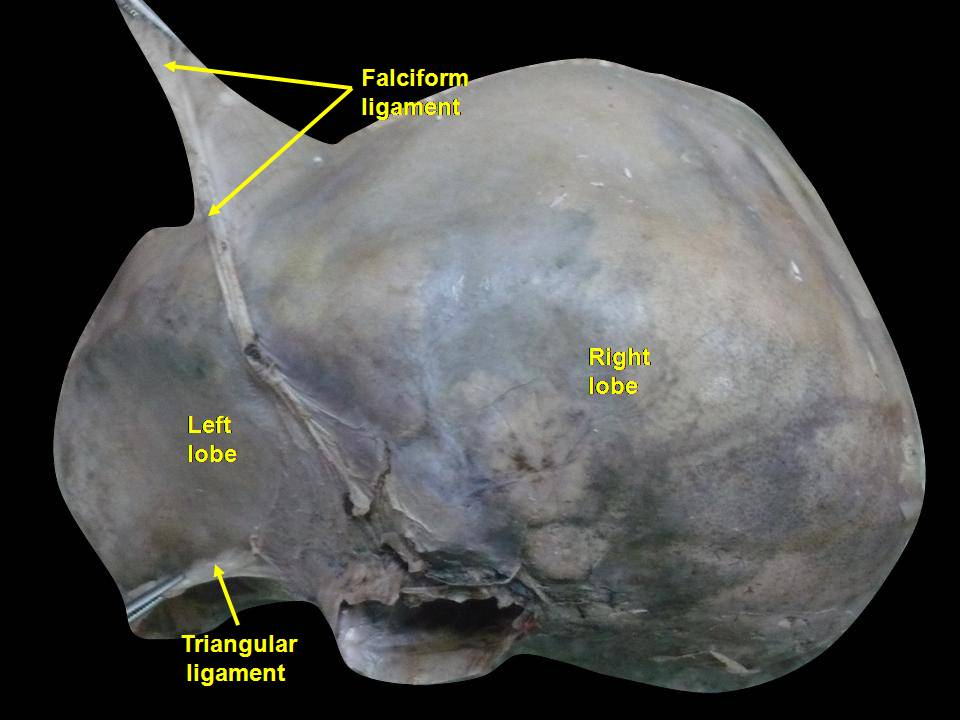
Dây chằng tam giác trái của gan, mặt hoành.
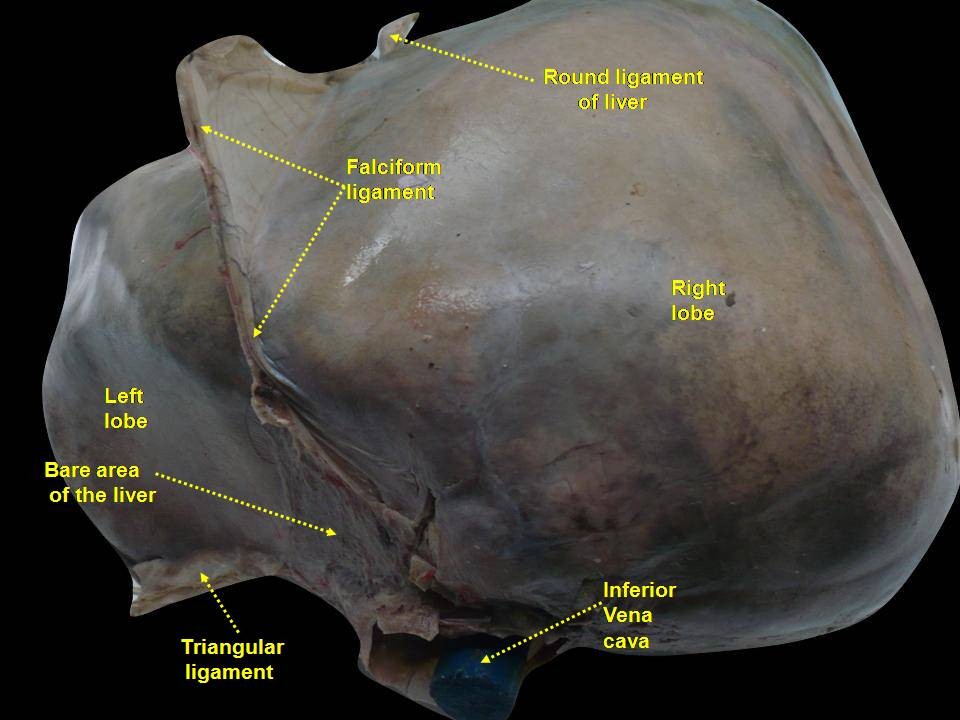
Dây chằng tam giác trái của gan, mặt hoành.